# Шавишвили, Казим Османович
Казим Османович Шавишвили (1922, село Тебети, АССР Аджаристан, ССР Грузия — 1991, село Букнари, Кобулетский муниципалитет, Аджария, Грузия) — колхозник колхоза села имени Калинина Кобулетского района, Аджарская АССР, Грузинская ССР. Герой Социалистического Труда (1949).

## Биография
Родился в 1911 году в крестьянской семье в селе Тебети (сегодня — Хулойский муниципалитет). После окончания местной начальной школы трудился в сельском хозяйстве. Во время коллективизации вступил в местный колхоз. В 1944 году переехал в Кобулетский район, где трудился на цитрусовом саду колхоза имени Калинина Кобулетского района.
В 1948 году собрал в среднем с каждого дерева по 1382 мандаринов с 400 возрастных плодоносящих деревьев. Указом Президиума Верховного Совета СССР от 29 августа 1949 года удостоен звания Героя Социалистического Труда за «получение высоких урожаев сортового зелёного чайного листа и цитрусовых плодов в 1948 году» с вручением ордена Ленина и золотой медали «Серп и Молот» (№ 4532).
Этим же указом званием Героя Социалистического Труда были награждены труженики колхоза имени Калинина Кобулетского района цитрусоводы Ахмед Рамизович Цинаридзе, Осман Шакирович Цинаридзе, чаеводы Сантура Хусейновна Зоидзе и Галина Самосновна Чхартишвили.
В последующие годы возглавлял бригаду № 2 в этом же колхозе.
После выхода на пенсию проживал в селе Букнари (в прошлом — Ульяновка) Кобулетского района. Дата смерти не установлена.